# 乌鲁木齐市科学技术馆
乌鲁木齐市科学技术馆（維吾爾語：ئۈرۈمچى شەھەرلىك پەن-تېخنىكا سارىيى‎，拉丁维文：Ürümchi Sheherlik Pen-téxnika Sariyi），简称乌鲁木齐科技馆，是中华人民共和国新疆维吾尔自治区乌鲁木齐市的科学技术活动场所。是乌鲁木齐市防震减灾科普宣传教育基地所在地。

## 简介

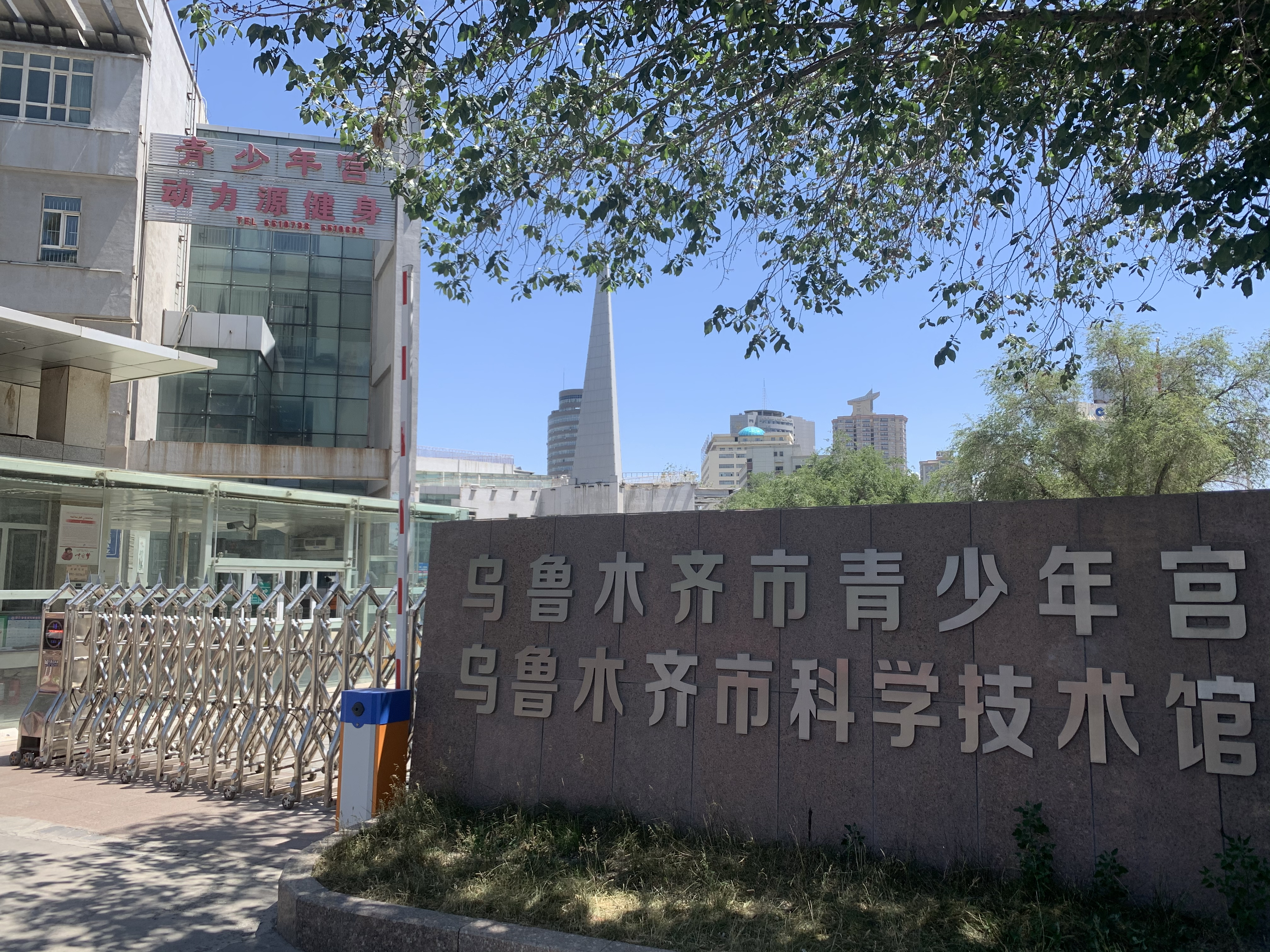
乌鲁木齐市科学技术馆与乌鲁木齐市青少年宫在同一地址

乌鲁木齐科技馆坐落在中华人民共和国新疆维吾尔自治区乌鲁木齐市沙依巴克区黑龙江路1号，乌鲁木齐青少年宫原址之上。科技馆与乌鲁木齐青少年宫、影剧院一起共同组成了一座综合建筑。建筑前场入口处设置有集散广场，广场原有的树木得以保留。在靠和平渠一侧引入和平渠的水，形成亲水广场，与集散广场的树木共同作为城市公共绿地。建筑呈现雪莲花状，由不同的功能体块共同组成。建筑总计建筑面积27000平方米，占地面积6000平方米。其中科技馆建筑面积6800平方米，共有三层。
乌鲁木齐科技馆建筑于2005年10月设计，2006年5月28日正式奠基修建，最终于2007年12月1日落成。乌鲁木齐科技馆于2011年8月10日正式开馆。科技馆全面免费开放。建成后的科技馆除了展厅外还设有学术报告厅、科普活动室、科技工作者之家等设施。中国科学院、新疆维吾尔自治区科学技术协会、浙江省科学技术协会等单位先后到访过乌鲁木齐科技馆。也曾接待过来自新疆各地小学、社区的师生、家长。2013年5月，由天津市地震局援建，投资超过100万元人民币的乌鲁木齐市防震减灾科普教育基地正式揭牌。2018年，上海科技馆与乌鲁木齐科技馆签订共建合作框架协议。在在科普展览展示、 科普教育活动等方面进行合作。这一年科技馆接待人次近20万。截止2019年，乌鲁木齐科技馆在职人员20人。2022年4月，乌鲁木齐市科学技术馆被中国科学技术协会列入《2021—2025年第一批全国科普教育基地名单》。乌鲁木齐科技馆行政主管单位为乌鲁木齐市科学技术协会，而产权归属乌鲁木齐市机关事务管理局。

## 展览与科普活动
乌鲁木齐科技馆常设3个展厅，分别是科技体验展厅、探索奥秘展厅以及人与自然和生命健康展厅。截止2018年，各类展品超过100件。常设展厅面积超过3000平方米。其展品包括人体系统展示、城市供水与污水处理系统展示、磁悬浮地球仪、汽车模拟驾驶等。乌鲁木齐科技馆还有若干个特色展区，有讲述自由度、机械臂构成的“Who Am I”特色展区，了解恐龙种类、生活习性、灭绝原因等内容的恐龙说吧展区以及有地震带及新疆地震分布、历次地震受灾情况、地震的预警等内容的防震减灾科普教育基地。
从2012年起，每逢春节、端午节、中秋节等传统节日，乌鲁木齐科技馆会举办“科普红包大拜年”、“端午文化科普周”、“中秋文化科普周”等活动。除了常设活动外，乌鲁木齐科技馆也会通过展板、科学实验等形式举办科普大篷车走进社区和学校等活动。新疆电视台、乌鲁木齐电视台、 新疆教育电视台、新疆日报、乌鲁木齐晚报等媒体多次对乌鲁木齐科技馆科普活动进行报道。

## 图片
| - 防震减灾科普教育基地 - 防震减灾科普教育基地内展示的新疆历史上地震的部分照片 - 防震减灾科普教育基地内的展品 - Who am I? 展区 - 恐龙说吧展区 - 科技体验展厅展品 |